# Ударцев, Сергей Фёдорович
Серге́й Фёдорович Уда́рцев (род. 28 августа 1951 г. в п. Обь Новосибирской обл. РСФСР, СССР, в семье военнослужащего) — советский и казахстанский учёный-юрист в области истории политических и правовых учений, теории государства и права, истории юридической науки Казахстана; общественный деятель Казахстана. Доктор юридических наук, профессор. Судья Конституционного Суда Республики Казахстан, ректор Казахского гуманитарно-юридического университета (Университет КАЗГЮУ, г. Астана, Казахстан, 2007—2009).

## Образование
В 1968 г. с серебряной медалью окончил среднюю школу. Окончил юридический факультет (1973) и аспирантуру (1976) Казахского государственного университета (КазГУ) им. С. М. Кирова. В период учёбы получал стипендию им. В. И. Ленина.
В 1981 г. семестр учился на ФПК при МГУ имени М. В. Ломоносова, в 1990 г. семестр — на курсах повышения квалификации при Академии общественных наук при ЦК КПСС. В разные годы проходил повышение квалификации, семинары, стажировки в вузах, научных и судебных учреждениях Казахстана, России, США, Болгарии, Венгрии, Великобритании, Франции, Финляндии.

## Учёное звание, степень, членство в Академиях наук
Доктор юридических наук (1992), профессор (1994). Тема докторской диссертации: «Политическая и правовая теория анархизма в России: история и современность» (М., 1992). Канд. дис. защитил в 1977 г. в Институте философии и права АН КазССР (науч. рук. — к.ю.н., доц. А. Н. Таукелев). Науч. консультант по докторской дис. — д.ю.н., профессор член-корр. РАН Г. В. Мальцев (Центр государства и права Росс. академии управления (РАУ) при Президенте РФ, ныне — РАНХиГС при Президенте РФ). Шифр специальности по диссертации — 12.00.01. Теория и история государства и права; история политических и правовых учений. Избран академиком Академии социальных наук (1998, член-корр. с 1996) и Академии юридических наук РК (2004).

## Трудовая деятельность
В 1976—1988 гг. работал ассист., ст. препод., доцентом, зам. декана, деканом юрфака в КазГУ им. С. М. Кирова. Много лет руководил научно-исследовательской работой (НИРС) студентов юрфака КазГУ и подготовкой команды КазССР для всесоюзных олимпиад «Студент и научно-технический прогресс» (Свердловск, 1984, 1985 гг.). Входил в состав президиума Всесоюзного совета по юрид. образованию (совет деканов и ректоров юридических вузов и факультетов) при Министерстве высшего и среднего специального образования СССР.
В 1988-92 гг. — доц. Алма-Атинской высшей партийной школы (АВПШ), затем старший научный сотрудник Алма-Атинского института политологии и управления (АИПУ); доц. Казахстанского института менеджмента, экономики и прогнозирования (КИМЭП).
На сессии Верховного Совета РК избирался судьей Конституционного Суда РК и работал им в 1992—1995 гг. В период работы судьей Конституционного Суда вел дела, в частности, о проверке конституционности основ системы социальной защиты населения, по налогам и некоторым обязательным платежам в государственный бюджет, о соблюдении Конституции руководством Верховного Совета РК, о конституционности некоторых нормативных правовых актов Центризбиркома РК при выборах в Верховный Совет в 1994 г. (дело Т. Г. Квятковской).
С 1994 г. — профессор, в 1995-99 гг. — зав. кафедрой теории государства и права Казахского государственного юридического института (КазГЮИ, Алматы), а после реорганизации — Казахского государственного юридического университета (КазГЮУ, Алматы).
В 1998—1999 гг. — зав. отделом, нач. юр. управления, директор юр. департамента Национальной атомной компании «Казатомпром»; начал формирование юридической службы НАК «Казатомпром» (с 2009 г. «Казатомпром» — мировой лидер по добычи природного урана).
В 1999—2006 гг. — проректор по учебной работе Академии юриспруденции — Высшей школы права «Әділет» (Алматы), занявшей в 2005 г. первое место в рейтинге юридических и экономических вузов Казахстана.
В 2006-07 гг. — проректор по учебной и учебно-методической работе Казахского Гуманитарно-Юридического Университета (КазГЮУ) в г. Астане.
В 2007-09 — ректор Казахского Гуманитарно-Юридического Университета (КазГЮУ, г. Астана) и проф. кафедры теории и истории государства и права. В 2008 г. КазГЮУ впервые занял первое место в рейтинге юридических и экономических вузов Казахстана.
В 2009-12 гг. — советник президента КазГЮУ. С 2012 г. — директор НИИ правовой политики и конституционного законодательства КазГЮУ (Астана). С 2013 г. также — главный редактор научного юридического журнала «Право и государство» (Астана, КазГЮУ).

## Научное направление и научные интересы
Научно-исследовательские интересы: история политических и правовых учений и современность; методологические и теоретические проблемы, история правовой и политической мысли ряда стран и периодов, особенно — России и Казахстана XIX — нач. XXI вв.; философия и теория права и государства; глобальные тенденции эволюции политических и правовых систем; государство, право и космическая деятельность; проблемы современного политического и правового развития; правовая политика, развитие конституционного законодательства и конституционного контроля; общие и специальные вопросы развития правовой науки и юридического образования; история юридической науки.

## Общественная и экспертная деятельность
Руководил межвузовским авторским коллективом по подготовке первого общеобязательного госстандарта для юридических вузов РК по специальности «Правоведение» (1999). Эксперт фонда Сорос-Казахстан по программам правовых реформ и образования (1996—2001). В 2000-04 гг. — председатель Экспертного совета по юридическим наукам ВАК Казахстана. В 2006-07 гг. — член Палаты общественных экспертов (в последующем — Общественная палата) при Мажилисе Парламента РК. В 2007-11 гг. — председатель, в 2012-15 г. — первый зам. председателя Экспертно-консультативного совета Комиссии по правам человека при Президенте РК. С 2011 г. — член Научно-экспертного совета Ассамблеи народа Казахстана. С 2013 г. — член Научно-консультативного совета при Верховном Суде РК. Неоднократно приглашался и выступал как эксперт Конституционного Совета РК, в частности, по вопросам толкования Конституции о выборах Президента РК. Член редколлегии и редсоветов ряда казахстанских и зарубежных научных журналов.

## Награды, почетные звания
На всесоюзном конкурсе научных студенческих работ награждался медалью «За лучшую научную студенческую работу» (1973). Как победитель первого конкурса среди профессоров права Казахстана награждён именной медалью «Профессор года в сфере юриспруденции» (2005). Медали им. А. Байтурсынова Ассоциации вузов Казахстана в номинации «Лучший автор» (2006) и «Почетный юрист РК» Союза юристов Казахстана (2015). Юбилейные медали Республики Казахстан — «10 лет Конституции РК», «10 лет Астаны», «20 лет Независимости РК», «20 лет Ассамблеи народа Казахстана», «20 лет Конституции РК». Медаль Конституционного Совета РК «За вклад в укрепление конституционной законности» (2013). Медаль «Почетный профессор Кыргызской государственной юридической академии». Отмечался благодарностью Президента РК, знаками МОН РК «Почетный работник образования РК» (2008), «За заслуги в развитии науки» (2011), «30 лет Независимости РК» и др.

## Основные научные работы
Автор более 550 опубликованных научных, методических, научно-популярных работ по истории политических и правовых учений, философии права, истории и теории государства и права, истории юридической науки, конституционному праву.

### Книги
- Ударцев С.Ф. Кропоткин / Из истории политической и правовой мысли. Отв. ред. – Л.С. Мамут. М.: Юридическая литература, 1989. – 144 с.
- Ударцев С.Ф. Политическая и правовая теория анархизма в России: история и современность. Алматы: «Казахстан»; Высшая школа права «Әділет», 1994. – 382 с.[7]
- Вступит. статьи, примеч. и составление Ударцева С.Ф. – книжная серия «Жемчужины истории политической и правовой мысли», включающая 15 книг – книги Лао-цзы, Ч. Валиханова, И. Канта, Н. Макиавелли, Т. Джефферсона (два издания по пять книг в серии вышли на русском и одно издание из пяти книг – на казахском языках, Алматы, Издательства: Высшая школа права «Әділет» и «Жетi Жаргы», 1999–2004 гг.)[7]. Изданные произведения Лао-цзы, И. Канта, Н. Макиавелли, Т. Джефферсона были впервые переведены на казахский язык.
- Ударцев С.Ф., авт.-сост. справочника:. Профессорско-преподавательский состав Академии «Әділет»: Биобиблиографич. словарь-справочник. 2001/02 уч. г. Алматы, 2003. – 382 с.[2][7]
- Ударцев С.Ф. О некоторых тенденциях глобальной эволюции государства и права. Караганда: Болашак-Баспа, 2004. – 52 с.[2][7]
- Ударцев С.Ф. История политических и правовых учений. Древний Восток: Академический курс. СПб.: Издательский Дом Санкт-Петербургского. Гос. Ун-та, Издательство юридического факультета СПбГУ, 2007. – 664 с.[1][7]
- Ударцев С.Ф. Знаменитый профессор С.С. Сартаев (на русском, казахском, киргизском, английском, немецком, турецком, китайском языках). Алматы: ТО РИИК «Дәуір», 2010. – 504 с. + 96 с. вкл.[2][3]
- Ударцев С.Ф. Учителя и коллеги. Из истории юридической мысли Казахстана ХХ – начала XXI вв.: Очерки и воспоминания. Алматы: Раритет, 2011. – 576 с.[2][3]
- Конституция Республики Казахстан. Научно-практический комментарий (Алматы: Раритет, 2010; Алматы: Раритет, 2015, – один из авт.)[3].
- Нарикбаев М.С., Ударцев С.Ф. Высшее юридическое образование в Казахстане в XXI веке: реформы, проблемы и перспективы. Сб. статей. Астана, 2014 (сост. и один из двух авторов)[3].
- Ударцев С.Ф. Конституция и эволюция общества (вопросы теории и философии права). СПб.: Университетский издательский консорциум, 2015. – 388 с.[7]

### Наиболее значимые статьи
- Ударцев С.Ф. Метаправо и правопонимание (о трансформации правопонимания на новом уровне правового развития) // Научные труды «Әділет», № 1, 2000. – С. 22-41, 171-173.
- Ударцев С.Ф. Правовое государство: смысловые грани доктрины (из истории философии права) // Научные труды «Әділет» (Алматы, ВШП «Әділет»). № 1 (9), 2001 г. – С. 5-35.
- Ударцев С.Ф. Идея космического государства в истории политической мысли // Право и политика (Москва), № 8, 2012. – С. 1386-1398.
- Ударцев С.Ф. Политическая и правовая доктрина анархизма П.А. Кропоткина: век спустя // В кн.: Петр Алексеевич Кропоткин / под ред. И. И. Блауберг. М.: Российская политическая энциклопедия (РОССПЭН), 2012. – 447 с.: ил. (Философия России первой половины XX в.). – С. 37-75.
- Udartsev Sergey. Chapter 3. Legal Education and Science in Kazakhstan // Introduction to the Law of Kazakhstan edited by Zhenis Kembayev. Eligible for Free Standard Shipping on U.S. Prepaid Orders. New York. Imprint: Kluwer Law International, 2012. – P. 37-51.
- Ударцев С.Ф. Государственность в условиях глобализации: кризисные явления, адаптационная трансформация и развитие // Право и государство (Астана), 2013, № 4 (61). Тема номера: «Вызовы XXI века». – С. 18-23. Электр. версия на сайте журнала: http://km.kazguu.kz/uploads/files/3%20Ударцев%2018-23.pdf.
- Udartsev Siergiej. Michail Bakunin: uwagi do portretu myśliciela // Nowa krytyka. Czasopismo filozoficzne. 30/31. Szczecin, 2013. S. 119-136 (Z języka rosyjskiego przełożył Antoni A. Kamiński). (Номер посвящен 200-летию со дня рождения М.А. Бакунина). (На польском яз.).
- Udartsev S.F. Cosmic state: the forming and development of the idea in the history of thought // SENTENTIA. European Journal of Humanities and Social Sciences. 2014. № 1. – С.37-50. DOI: 10.7256/1339-3057.2014.1.11412.
- Ударцев С.Ф. Государство, право и космическая деятельность // В кн.: Социология права: курс лекций: в 2 т. Т. 2.  / Ответ. ред. М.Н. Марченко. М.: Проспект, 2015.  – 344 с. – С. 307 – 338.
- Ударцев С.Ф., Темирбеков Ж.Р. Концепции “Rule of Law” (“верховенство права”) и “Rechtsstaat” (“правовое государство”): сравнительный анализ // Государство и право (М.). 2015, май, № 5. – С. 5-16.
- Ударцев С.Ф. «Посланный провидением для всемирных переворотов…» (К 200-летию со дня рождения М.А. Бакунина) // Право и политика (М.). 2015. № 10. – С. 1466-1478. DOI: 10.7256/1811-9018.2015.10.12233.
- Ударцев С.Ф.:. Об одном из планов М.А. Бакунина политической организации будущего общества (1978).  Рукопись М.А. Бакунина «Гамлет» (1986). Михаил Бакунин: след в истории (2005) // М.А. Бакунин: pro et contra, антология. 2-е изд., испр. / Сост., вступ. статья, комент. П.И. Талерова. СПб.: Изд-во РХГА, 2015. – 1050 с. – С. 632–637, 672–684, 859–868.
- Ударцев С.Ф. Абай Кунанбаев: мыслитель, судья, законодатель // «Простор» (Алматы), 2015, № 6. С. 159-169.
- Ударцев С.Ф. Правовые позиции Конституционного Совета и формирование действующего права // [Гл. 3, 3.2 в кн.:] Конституционный контроль в Казахстане: доктрина и практика утверждения конституционализма: Монография / Под ред. И.И. Рогова, В.А. Малиновского. Алматы: Раритет, 2015. – 384 с. – С. 135-161.

### Избранные интервью
- Почему? На вопросы нашего корреспондента отвечает судья Конституционного Суда РК, д.ю.н. Сергей Ударцев (Интервьюер Татьяна Костина) // «Столичное обозрение» (Алматы). 16 марта 1995 г. — С. 5.
- Сергей Ударцев: «Следы ведут в космос…» (Интервью с С. Ф. Ударцевым. Беседа с журналистом Владимиром Романовским // «Казахстанские новости» (Алматы). Еженедельное прилож. к газ. «Казахстанская правда». 29 апреля, № 14 (39), 1995. — С. 3.
- Ударцев С. Ф. Люди — как куклы богов (интервью) // «Аргументы и факты — Казахстан». № 36, 4 — 10 сентября 2002 г. — С. 3 (беседовал А. Сакенов, фото И. Логвина).
- Нужны ли юридической науке страны свои Фламмарионы? (Интервью Юрия Фоменко с ректором КазГЮУ С. Ф. Ударцевым) // «Казахстанская правда» (Астана). 21 апреля 2009 г. — С. 6. — 0, 4 п.л. На интернет-сайте газеты: http://www.kazpravda.kz/archives/view/46634/ (24.07.2016 г.).
- Сергей Ударцев: Формировать антикоррупционное сознание необходимо с детства. Интервью у С. Ф. Ударцева взяла Яна Новосельская. Фото Владимира Бахуревича // «Юридическая газета», 1 мая 2009 г. — С. 2.
- Ведущий юридический журнал казахстанских вузов. [Интервью главного редактора журнала «Право и государство» Ударцева С. Ф. журналисту Валентине Фироновой] // «Казахстанская правда», № 100 (27721), 23 мая 2014 г. — С. 22.